# Сняданко, Наталья
Ната́лья Владимировна Сняда́нко (укр. Наталя Володимирівна Сняданко; род. 20 мая 1973, Львов, УССР) — украинский писатель, журналист и переводчик.

## Биография
По образованию — филолог, окончила Львовский (украинская филология, 1990—1995) и Фрайбургский университеты (славистика и романистика, 1995—1997).
Вместе с поэтессами Марьяной Савкой, Марианной Кияновской, певицей Юлией Мищенко, художницей Анной Середой и однокурсницей Натальей Томкив принимала участие в образовании поэтически-театрально-музыкального группировке под названием ММЮННА ТУГА.
Печатается в львовской и киевской прессе («Львовская газета», «Субботняя почта», «Зеркало недели»), журналах «Профиль-Украина» и «Украинская неделя», зарубежных изданиях («Столичные новости», «Критика», «Gazeta Wyborcza», «Sueddeutsche Zeitung», «Odra»).
Повесть Натальи Снядянко «Коллекция страстей, или Приключения молодой украинки» была опубликована в 2004 году в Польше Эта книга также переведена и издана на русском языке — «Коллекция страстей» (М.: Идея-Пресс, 2005). Кроме того, русском вышел роман «Синдром стерильности» под названием «Агатангел, или Синдром стерильности» (М.: «Флюид», 2008).
Наталка Сняданко — переводчик с немецкого (Франц Кафка, Фридрих Дюрренматт, Гюнтер Грасс, Юдит Герман, Стефан Цвейг), польского (Чеслав Милош, Збигнев Херберт, Ярослав Ивашкевич, Ян Бжехва) и русского языков (Андрей Курков).

## Книги
- «Коллекция страстей, или Приключения молодой украинки» (Львов: Пирамида, 2001; Харьков: Фолио, 2004; 2006)
- «Сезонная распродажа блондинок» (Ивано-Франковск: Лилея-НВ, 2005)
- «Синдром стерильности» (Киев: Нора-Друк, 2006)
- «Чабрец в молоке» (Харьков: Фолио, 2007)
- «Страна поломанных игрушек и другие путешествия» (К: Грани-Т, 2008).
- «Переправа-паутинка» (Харьков: Фолио, 2009)
- «Гербарий любовников» (Харьков: Клуб семейного досуга, 2011)

## Книги в переводе с украинского
- «Kolekcja namiętności» (Wolowiec: Czarne, 2004)
- «Коллекция страстей, или Приключения молодой украинки» (Москва: Идея-Пресс, 2005)
- «Sammlung der Leidenschaften» (München: dtv, 2007)
- «Агатангел, или синдром стерильности» (Москва: Флюид, 2008)
- «Ahatanhel» (Wolowiec: Czarne, 2008)
- «Чабрец в молоке» (Москва: «Новый мир», 2011, № 8-9")
- «Sbírka vášní» (Zlín: Kniha Zlín, 2011)

## Переводы на украинский
- Андрей Курков «Тонкая математика страсти» (Киев: Роман-газета, 2005)
- Франц Кафка «Замок» (Харьков: Фолио, 2006)
- Фридрих Дюрренматт «Судья и его палач» (Харьков: Фолио, 2006)
- Юдит Герман «Ничего, кроме призраков» (Харьков: Фолио, 2007)
- Гюнтер Грасс «Кот и мышь» (Харьков: Фолио, 2008)
- Ярослав Ивашкевич «Serenite» (подготовлен к печати)
- Ях Бжехва «Блоха мошенница» (подготовлен к печати)
- Чеслав Милош «Азбука» (Харьков: Треант, 2010).
- Герта Мюллер «Качели дыхания» (Харьков: Фолио, 2011).